# Gamma Reticuli
Désignations
Gamma Reticuli (γ Reticuli / γ Ret) est une étoile géante de la constellation australe du Réticule. Avec une magnitude apparente moyenne de 4,5, elle est visible à l'œil nu. L'étoile présente une parallaxe annuelle de 6,95 mas telle que mesurée par le satellite Hipparcos, ce qui permet d'en déduire qu'elle est distante d'environ ∼ 469 a.l. (∼ 144 pc) de la Terre. À une telle distance, sa magnitude visuelle est diminuée d'un facteur d'extinction de 0,08 en raison de la poussière interstellaire présente sur le trajet de sa lumière jusqu'à la Terre.
Gamma Reticuli est une étoile géante rouge évoluée de type spectral M4 III. Elle traverse actuellement la phase de la branche asymptotique des géantes, ce qui signifie qu'elle fusionne l'hydrogène et l'hélium dans des coquilles concentriques autour d'un noyau inerte composé de carbone et d'oxygène. Il s'agit d'une étoile variable semi-régulière dont la magnitude apparente varie entre 4,42 et 4,64 sur une période de 25 jours,.
Gamma Reticuli est 1,5 à deux fois plus massive que le Soleil et son rayon s'est étendu jusqu'à faire 115 rayons solaires. Sa luminosité est environ 1 850 fois supérieure à celle du Soleil et sa température de surface est de 3 450 K. Sa métallicité apparaît quant à elle être proche de la métallicité solaire.